# هذیان‌آور
هذیان آورها (به انگلیسی: Deleriants) دسته‌ای از توهم‌زاها محسوب می‌شوند که اثر خود را با آنتاگونیستی روی گیرنده‌های استیل کولین نمایان می‌کنند. این گروه بینِ توهم‌زاها خاص محسوب شده و در دوزهای پایین نیز توهم‌های قوی ایجاد می‌کنند.
بعضی از ترکیباتی که اثر هذیان‌آور دارند، در داروها و گیاهان یافت می‌شوند. هذیان‌آورها با سایر توهم‌زاها نظیر روان‌گردانها و منفک کنندهها تفاوت دارند.
هذیان آورها برخلاف دو دستهٔ دیگر، آگاهی را تشدید یا تقلیل نمی‌کنند، بلکه آگاهی را تحریف می‌کنند و این می‌تواند عوارض متعددی در پی داشته باشد.

## معرفی
این گروه باعث تغییر در خودآگاهی می‌شوند و توهم حاصله عمیق و واقعی تلقی می‌شود. برخلاف توهم در روان‌گردانها و منفک کننده‌ها، توهم حاصله از هذیان آورها مانند یک رؤیای واقعی می‌باشد. در مقابل، در «روان‌گردان‌ها» و «منفک کننده‌ها» قبل از رسیدن به توهم قوی، اثرات روی سایر حواس حس می‌شوند و نوعی آگاهی در مورد اینکه شخص درحال تجربه توهم است می‌دهند.
باوجود قانونی بودن گیاهان و داروهای متعددِ این دسته، موادی که هذیان‌آورند به علت توهم‌های آزاردهنده و خطرات جانبی، کمتر مورد استفاده قرار می‌گیرند. همچنین پتانسیل ایجاد اثرات روانی منفی و از بین بردن کنترل شخص را دارند، بنابراین احتمال پیش‌آمدن حوادث در این نوع توهم‌ها بالاست.
تعدادی از آنها سمی هستند و می‌توانند حتی در دوزهای پایین باعث تاکی‌کاردیا، ایست قلبی و هایپرترمیا شوند و پتانسیل کشندگی دارند.

## مکانیسم اثر

استیل‌کولین

هذیان‌آورها اثر خود را به صورت آنتاگونیست روی گیرنده‌های استیل کولین نمایان می‌کنند.

## اثرات

### ذهنی
از آنجایی که استیل‌کولین نقش مؤثری در حافظه دارد، اثر آنتاگونیستی روی گیرنده‌هایش باعث فراموشی می‌شوند و می‌تواند سبب فراموشی اتفاقاتی که در زمان مصرف هذیان‌آور شده‌است بشود، به‌طوری‌که یادآوری حوادث آن هنگام دشوار باشد.

## طبقه‌بندی هذیان آورها

### آلکالوئیدهای تروپان
سه آلکالوئید آتروپین، هیوسین و داتورین مولکول‌هایی هستند که دارای اثر آنتی‌کولینرژیک می‌باشند و در دوزهای بالا می‌توانند کشنده باشند.

### آنتی هیستامین‌ها
نسل اول آنتی‌هیستامینها که دارای اثرات آنتی‌کولینرژیک هستند، می‌توانند بسته به دوز مصرفی اثرات خفیف تا شدید و ناخوشایند آنتی‌کولینرژیک ایجاد کنند. آنتی هیستامین معروف دیفن‌هیدرامین در دوزهای نسبتاً بالا می‌تواند علائم شدیدی از هذیان را ایجاد کند. دو آنتی هیستامین دوکسیلامین و دیمن‌هیدرینات نیز با عملکردی مشابه دیفن‌هیدرامین می‌توانند هذیان آور باشند.

### گیاهان

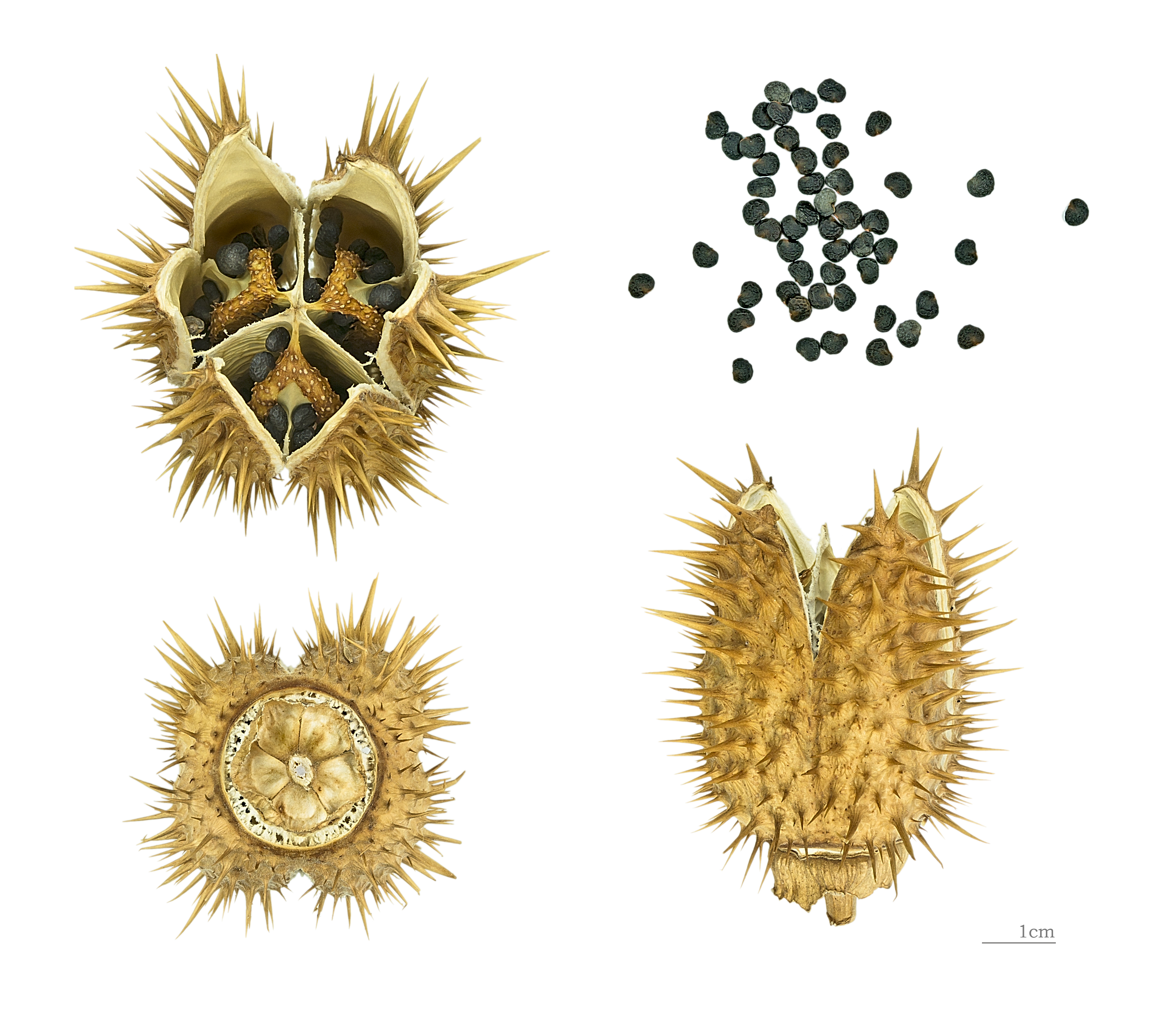
Datura stramonium

تعدادی از گیاهان مانند داتورا، بروگمانسیا، بلادونا، نیز دارای ترکیبات آنتی‌کولینرژیک هستند که مصرف آنها می‌تواند خطرناک باشد و سلامتی را تهدید کند.

### متفرقه
علاوه بر موارد فوق، انواع دیگری از ترکیبات شیمیایی وجود دارند که می‌توانند اثرات هذیان آور را نمایان کنند.
- مریستیسین(Myristicin) که به مقدار اندک در گیاهان تیره چتریان یافت می‌شود.
- میرتازاپین(Mirtazapine) که نوعی داروی ضدافسردگی سه‌حلقه‌ای است نیز می‌تواند اثرات هذیان آور ایجاد کند.
- بنزیدامین(Benzydamine) که یک ضدالتهاب غیراستروئیدی است و می‌تواند اثر آلرژیک و هذیان‌آور داشته باشد.
- اِلِمیسین(Elemicin) ترکیبی طبیعی است که در بعضی از گیاهان یافت می‌شود.

## تداخلات
کاهنده‌های اثر: کانابیس و کافئین با مهار کردن آنزیم استیل کولین استراز (که وظیفه‌اش از بین بردن استیل‌کولین است)، باعث افزایش استیل کولین در فضای سیناپسی می‌شوند؛ بنابراین هردوی آنها باعث کاهش اثر هذیان آورها می‌شوند.